# 容克 (俄罗斯)
在俄罗斯帝国，容克（罗马化：yunker）有多种含义。俄语名词容克源自德语名词容克（Junker），意为“青年领主”。
- 容克（俄语：юнкер）：19和20世纪俄羅斯帝國陸軍志愿役衔级（一年志愿兵（英语：One-year volunteer））
- 容克（俄语：юнкер）：在1864至1917年间对所有军事或容克学院的学生的称谓
- Fanen-容克/容克（俄语：фанен-юнкер/юнкер）：自1902年起，有俄羅斯貴族背景的尉官可以拥有此衔级
- Kamer-容克（俄語：камер-юнкер）：官秩表中规定的廷臣头衔，大致等同于法语中的贴身跟班（英语：Valet de chambre）或英语中的宫廷侍从官（英语：Groom of the Chamber）。

## 容克学院
俄罗斯帝國于1864年开始实行容克学院制度。容克学院通常位于一个地区的军区司令部旁边。容克学院主要培养下级军官。1900年，俄罗斯政府在莫斯科和基辅设立容克步兵学院。1901年，政府将所有容克学院改为7所步兵学院（圣彼得堡、维尔纽斯、第比利斯、敖德薩、喀山、丘胡伊夫、伊爾庫茨克）、一所骑兵学院（特维尔）以及3所哥薩克学院（新切爾卡斯克、斯塔夫罗波尔、奥伦堡）。
每所容克学院都设有三年制课程。学员需先在文理中学或军校生团學習六年或通过与之相当的考试才能进入容克学院就讀。